# Komendacja
Komendacja (łac. commendatio: polecenie) – cywilnoprawny akt oddania się wolnej osoby w osobisty stosunek poddańczy (wasalny) względem innej wolnej osoby (seniora). W Europie występował najczęściej we wczesnym średniowieczu: wywodził się z tradycji germańskiej, pojawił się w VIII wieku, a rozpowszechnił w czasach karolińskich.
W akcie komendacji osoba oddająca się w stosunek poddańczy przysięgała wiernie i dożywotnio służyć jako wasal swojemu seniorowi – monarsze lub możnemu – w zamian za zapewnienie bezpieczeństwa. Obowiązkiem wasala mogło być także przymusowe osadzenie jeńców wojennych na folwarkach rolnych. Oddanie się w komendację nie oznaczało utraty wolności osobistej, obligowało jednak do określonych indywidualnie powinności.
Pierwotna forma zawarcia aktu komendacji (ustność, występowanie przysięgi) wynikała z powszechnego analfabetyzmu i prymitywizmu stosunków obligacyjnych. Później tworzono pisemne umowy komendacyjne.
Praktyka powszechnego zawierania aktów komendacji była skutkiem niemożności zapewnienia bezpieczeństwa przez (na ogół bardzo słabą) władzę centralną wczesnofeudalnego państwa patrymonialnego. W pełnym średniowieczu, wraz z systemem beneficjalnym, stworzyła podstawy rozwoju ustroju lennego. Zanikła, gdy na etapie schyłku monarchii stanowej i początku absolutnej władza centralna wydatnie się wzmocniła.